# Bill Tytla
Vladimir Peter Tytla (25 de octubre de 1904 - 30 de diciembre de 1968), conocido como Bill Tytla, fue un animador ucraniano-estadounidense conocido por su trabajo en Walt Disney Pictures, Paramount's Famous Studios y Terrytoons. En su carrera en Disney, Tytla se destaca particularmente por la animación de Gruñón en la película Blancanieves y los siete enanitos; Pinocho; a Chernabog en la secuencia del poema sinfónico Una noche en el Monte Pelado, en la película Fantasía; y Dumbo. Fue incluido como Leyenda de Disney en 1998. También fue conocido como el creador de Little Audrey para Paramount Pictures.

## Primeros años
Vladimir Peter Tytla nació el 25 de octubre de 1904 en Yonkers, Nueva York. Sus padres eran inmigrantes ucranianos, y notaron su talento por lo que lo apoyaron. En 1914, cuando Tytla tenía 9 años, visitó Manhattan para poder ver Gertie the Dinosaur, un vodevil animado actuado por Winsor McCay. Nunca lo olvidó, algunos dicen que marcó su vida para siempre.
Tytla estudió diseño industrial en la Escuela Nocturna de Nueva York mientras estaba en la secundaria. Al pasar el tiempo fue perdiendo el interés por la secundaria y la abandonó para estudiar arte. En 1920, a los 16 años, Tytla estaba trabajando para el estudio de animación de Paramount en Nueva York. Su trabajo consistía en agregar las letras de los créditos.
Su primera experiencia con la animación fue con los cortometrajes de Mutt and Jeff del estudio de Raoul Barré y Joy and Bloom Phable en el estudio de John Terry, creador de la tira cómica Scorchy Smith. Su hermano Paul Terry, fundador de Terrytoons, contrató a Tytla para trabajar en Aesop's Fables.
Durante tres años ganó un bun salario como animador con el cual sustentaba a su familia. La naturaleza simple de los dibujos animados de ese tiempo no significó un reto para Tytla quien soñaba con convertirse en un artista. Estudió en la Liga de estudiantes de arte de Nueva York bajo las enseñanzas de Boardman Robinson.
En 1929 viajó a Europa con algunos compañeros para estudiar pintura en París. No solo estudió pintura, también escultura con Charles Despiau. En Europa pudo apreciar los trabajos de los cuales solo podía leer mientras estudiaba.

## De vuelta en Estados Unidos
Tytla regresó a Estados Unidos con un gran conocimiento en artes, lo cual ayudó en su trabajo como animador. Paul Terry le ofreció a Bill un trabajo al instante. Ahí conoció al animador Art Babbitt quien se convirtió en un gran amigo y compañero. Art comenzó a trabajar para Walt Disney debido a las buenas condiciones de trabajo. Durante dos años trató de convencer a Bill de mudarse a Hollywood, pero él no quería dejar a su familia ni trabajo. Finalmente en 1934 Tytla se mudó a Hollywood. Aceptó el trabajo, aun cuando el salario era menor al que recibía en Terrytoons.
Durante 1935 Tytla trabajó en tres cortometrajes:
- The Cookie Carnival, cortometraje de Silly Symphonies, estrenado el 25 de mayo de 1935.
- Mickey's Fire Brigade, dibujo animado protagonizado por Mickey Mouse, Goofy y el Pato Donald quienes intentan rescatar a Clarabella. Fue estrenado el 3 de agosto de 1935).
- Cock o' the Walk, corto de Silly Symphonies, estrenado el 30 de noviembre de 1935).

En The Cookie Carnival Tytla animó a los niños de jengibre y la pelea entre dos pasteles. Animó a Clarabella en Mickey's Fire Brigade. En Cock o' the Walk, Tytla animó a un gallo bailando Carioca. Grim Natwick, creador de Betty Boop, dijo, "Bill volaba sobre su mesa de dibujo como un buitre gigante tratando de proteger un nido lleno de huevos de oro, era un trabajador dedicado".
Su trabajo no pasó desapercibido por Walt Disney quien rápidamente se dio cuenta del talento de Tytla. Debido a esto, sus responsabilidades y salario se vieron aumentadas. Tytla y Babbitt se convirtieron en los dos artistas mejor pagados del estudio, nuevamente compartieron residencia. Tytla continuó enviando dinero a su familia y compró una granja de 607.000 m² en East Lyme, Connecticut. Babbitt inició unas clases de animación y comenzó a enseñarle a Don Graham. Tytla se convirtió en un activo participante de estas clases (fue sancionado por Disney) lo cual explica el cambio en la calidad de los trabajos durante este periodo.
Tytla fue uno de los primeros animadores que fueron llamados para trabajar en Blancanieves y los siete enanitos. Fred Moore y Tytla fueron responsables de gran parte del diseño de la película y definición de las personalidades de los enanos. Una de las escenas más famosas de la película (como es descrita por John Canemaker) es cuando Gruñón recibe un beso de Blancanieves, esta fue hecha por Tytla. Tras recibir el beso se aleja bruscamente, pero sus gestos cambian lentamente a una sonrisa que revela lo que sintió.

## Matrimonio
En 1936 durante las clases de arte de Don Graham, una joven actriz y modelo de 22 años llamada Adrienne le Clerc procedente de Seattle posó para los animadores, incluyendo Tytla. Ella compartía su temperamento, pero admitió "Mi vaso estaba medio lleno con entusiasmo, el suyo medio vacío con dudas. Eramos, sin embargo, definitivamente como el Yin y yang". Su matrimonio de treinta años comenzó el 21 de abril de 1938.

## Trabajo en Disney
Blancanieves y los siete enanitos fue terminada y estrenada el 21 de diciembre de 1937. Tras esto Tytla estuvo encargado de animar a Stromboli, un titiritero, para la película Pinocho (1940).
"Bill era un hombre poderoso, agitado y sensible, con un enorme ego", escribieron los animadores de Disney Frank Thomas y Ollie Johnston en su libro The Disney Villain. "Todo era 'sentimientos' con Bill. Cualquier cosa que animaba presentaba sentimientos que sus personajes expresaban de una manera intensa. No solo se metió dentro de Stromboli, él era Stromboli".
Brave Little Tailor fue un cortometraje animado de 1938 protagonizado por Mickey y Minnie. Tytla animó al gigante que se hacía más torpe mientras crecía. El personaje "se convirtió en el modelo para todos los gigantes dentro de la industria en el sentido de la personalidad", según Johnston y Thomas. El cortometraje fue nominado para el Oscar al mejor cortometraje animado de 1939. Pero el premio lo recibió Ferdinand the Bull, otro cortometraje de Disney, dirigido por Dick Rickard, animado por Milt Kahl y Ward Kimball.
A principios de 1938, Tytla animó a Yen Sid, el viejo hechicero de "El aprendiz de brujo", que posteriormente se convertiría en un segmento de Fantasía (1940). Sin embargo, el personaje de Fantasía más conocido de Tytla es Chernabog, su propia versión de Crnobog, de la secuencia Una noche en el Monte Pelado.
Se dice que Chernabog estuvo basado en el actor Béla Lugosi, debido a que Walt Disney lo habría llevado al estudio como referencia. Sin embargo, Bill ya tenía una idea del aspecto del personaje, la cual no concordaba con la interpretación de Lugosi. Utilizó a Wilfred Jackson (quien creó la música de Steamboat Willie) como modelo para el diseño del personaje. Aunque la escena no tiene diálogos, el personaje demuestra varios sentimientos en la película, desde maldad hasta dolor físico.
En 1940 Tytla quiso un desafío mayor. Estuvo a cargo de la animación de Dumbo, el elefante bebé que era ridiculizado por el tamaño de sus orejas. Para este personaje se basó en su propio hijo. Peter. Su idea era incorporar la personalidad de un niño en el cuerpo de un elefante. Las escenas en que Dumbo juega con burbujas o entre las patas de su madre, se contrastan con la escena donde la visita cuando está enjaulada.
Su hijo, Peter Tytla, se convirtió en un artista de collages, en los cuales utiliza imágenes y fotografías de automóviles.

## La huelga
Mientras Blancanieves y los siete enanitos era un éxito en las salas de cine, las películas posteriores tuvieron dificultades recaudando dinero debido a la guerra en Europa, disminuyendo en un 50% los ingresos. Esto condujo al despido de varios trabajadores e incumplimiento de promesas relacionadas con seguridad laboral, aumentos de sueldo y bonos.
Los animadores experimentados como Tytla y Babbit recibían buenos sueldos, lo cual contrastaba con los bajos sueldos que recibían los asistentes y encargados de producción. Babbit incluso pagó a sus asistentes con dinero de su propio bolsillo. A principios de 1941 Babbitt fue despedido por participar en sindicatos. Al día siguiente Babbit guio a 300 empleados de Disney en una huelga, exigiendo mayor representación. Para la sorpresa de Disney, Tytla participó en esta huelga. "Estaba a favor de la unidad dentro de la compañía, me uní a la huelga solo porque mis amigos participaban de ella", dijo Tytla. "Comprendía sus peticiones, pero nunca quise hacer algo en contra de Walt". La huelga duró dos meses y fue tan influyente que alteró el curso de la animación en Estados Unidos. Al término de la huelga, Estados Unidos entró a la Segunda Guerra Mundial y la edad dorada de la animación había acabado.
Tytla regresó al estudio, pero "había demasiada tensión y electricidad en el aire", según Adrianne Tytla.
En Saludos Amigos (1942) Tytla animó a Pedro (un pequeño avión) y Pepe Carioca (un loro brasileño). Algunos de sus últimos trabajos en el estudio fueron el profesor nazi del cortometraje Education for Death (1943) y la batalla entre un pulpo gigante y un águila en Victory Through Air Power (1943).
La percepción de Tytla de que no era bienvenido en el estudio; el menor desafío que le exigía su trabajo, la enfermedad de su esposa quien padecía tuberculosis, el temor a un ataque japonés, y el deseo de vivir en su granja de Connecticut lo llevaron a tomar la decisión de abandonar el estudio. Dejó el estudio de Disney el 24 de febrero de 1943, hecho que le pesó durante el resto de sus veinticinco años de vida.

## Trabajo en Terrytoons y Famous Studios
Tras dejar el estudio de Disney, Tytla regresó a Terrytoons por un corto periodo. Fue asignado como director en el cortometraje The Sultan's Birthday (1944). Tytla dejó Terrytoons, pero continuaría trabajando como director por el resto de su carrera.
Posteriormente trabajó en Famous Studios, estudio a cargo de Paramount Pictures. Su trabajo como director generó varios dibujos animados como:
- Protagonizados por La pequeña Lulú.
  - Snap Happy (22 de junio de 1945).
  - Bored of Education (1 de marzo de 1946).
  - A Scout with the Gout (24 de marzo de 1947).
  - Super Lulu (21 de noviembre de 1947).
- Protagonizados por Popeye.
  - Service with a Guile (19 de abril de 1946).
  - Rocket to Mars (9 de agosto de 1946).
  - Island Fling (4 de marzo de 1947).
  - Popeye Meets Hercules (18 de junio de 1948).
  - Tar with a Star (12 de agosto de 1949).
  - Jitterbug Jive (23 de junio de 1950).
- Protagonizados por Herman el ratón y Henry el gallo. (Herman se convertiría en protagonista de la serie Herman y Katnip).
  - Sudden Fried Chicken (18 de octubre de 1946).
- Protagonizados por Little Audrey.
  - The Lost Dream (18 de marzo de 1949).
  - Song of the Birds (18 de noviembre de 1949).
  - Tarts and Flowers (26 de mayo de 1950).
  - Goofy Goofy Gander (18 de agosto de 1950).
- Protagonizados por Herman el ratón.
  - Campus Capers (1 de julio de 1949).
- Protagonizados por Casper.
  - Casper's Spree Under the Sea (13 de octubre de 1950).
- Sin protagonistas conocidos.
  - The Wee Men (8 de agosto de 1947).
  - The Bored Cuckoo (9 de abril de 1948).
  - The Mite Makes Right (15 de octubre de 1948).
  - Hector's Hectic Life (19 de noviembre de 1948).
  - Leprechaun's Gold (14 de octubre de 1949).
  - Voice of the Turkey (13 de octubre de 1950).

Su propia hija Tammy sirvió como insspiración para los cortometrajes de la pequeña Lulú y Little Audrey. Tammy iniciaría años después una carrera como fotógrafa, conocida como Tamara Schacher-Tytla.

## Trabajo en Tempo Productions
Tytla abandonó Famous Studio a comienzos de los años 50 para trabajar en Tempo Productions. Tempo fue fundado en 1946 como resultado de una alianza entre David Hilberman y Zack Schwartz. Ambo fueron colegas de Tytla en Disney. David trabajó como director de arte en Bambi y Zack en "El aprendiz de brujo". Fueron parte de los fundadores de United Productions of America pero vendieron sus acciones a Stephen Bosustow.
Intentaron producir películas educativas pero descubrieron que estas tenían un mercado muy limitado. Sin embargo, Jack Zander, director de animación en el estudio de Transfilm Inc., el cual producía comerciales de televisión, les propuso hacer algunos comerciales animados para su compañía. Comenzaron haciendo anuncios para Camel. Luego hicieron para Standard Brands, Plymouth automobile, National Dairy Association, Tide y Clark Gum Company. Zack Schwartz dejó la compañía en 1948/1949 pero continuó trabajando. David Hilberman decidió aumentar el número de empleados. Esto incluyó la contratación de Tytla como director.
Tytla realizó algunos trabajos buenos durante este periodo, incluyendo algunos hechos con stop motion. Su trabajo en comerciales de televisión es probablemente uno de los menos recordados dentro de su carrera.
Tytla visitó a sus colegas en el estudio de Disney en 1954. A diferencia de Babbitt, fue bienvenido, incluso había una fotografía de él con su exjefe Walt. En una carta a Marc Davis escrita en diciembre de 1954 Tytla puso «que experiencia tan fenomenal he tenido, me ha hecho demasiado bien».

## Años posteriores
Su siguiente área de trabajo fueron las series animadas. Trabajó como director en cuatro series:
- Popeye (10 de septiembre de 1956-1963).
- Deputy Dawg (5 de septiembre de 1959-1972).
- Matty's Funday Funnies (con la participación de Beany y Cecil de Bob Clampett, 11 de octubre de 1959-1962).
- The New Casper Cartoon Show (1963-1969).

Además utilizó su tiempo para crear otro cortometraje de Terrytoons, First Flight Up (1962). Su último trabajo en una película fue The Incredible Mr. Limpet (1964), una comedia que combinaba imagen real con animación, dirigida por Arthur Lubin y protagonizada por Don Knotts en el papel de un hombre que se convierte en pez. Pero durante este periodo Tytla padeció varias enfermedades, por lo que la animación fue completada por Robert McKimson, Hawley Pratt y Gerry Chiniquy. Los cuales son conocidos por su trabajo en Looney Tunes.
Tras esto Tytla sufrió varios infartos cerebrales que lo dejaron ciego del ojo izquierdo. El 13 de agosto de 1967, la noche de inauguración de la Exposición Universal en Montreal, incluyó una proyección de Dumbo. Tytla fue invitado, pero estaba preocupado de que nadie lo recordara. Cuando la película terminó, anunciaron la presencia del animador. Cuando fue iluminado, la audiencia respondió en "una gran muestra de cariño. Debió ser uno de los mejores momentos de su vida", según John Culhane.
Tytla trató de regresar a Disney. En una carta del 27 de agosto de 1968, el vicepresidente de Disney W.H. Anderson rechazó su oferta, diciendo, "ya tenemos suficientes animadores". El 11 de octubre de 1968, el director de Disney Wolfgang Reitherman respondió a Tytla por las historias que había mandado "...Siento decir que tus historias no encajan con nuestro actual programa. No hemos olvidado que aún estás ansioso por regresar a animar, pero... Por ahora, apenas podemos mantener a nuestros animadores ocupados... sin embargo hay varios compañeros tuyos que desean tu regreso."
Vladimir Tytla murió en su granja el 30 de diciembre de 1968, a la edad de 64 años.